# Andreas Speicher
Andreas Speicher (* 1963) ist ein deutscher Chemiker und Hochschullehrer. Speicher ist seit 2003 außerplanmäßiger Professor an der Universität des Saarlandes, Fachrichtung Chemie. Er leitet dort die Arbeitsgruppe für Organische Chemie.

## Forschungsinteressen
Speicher forscht auf dem Gebiet der Heterocyclen. Zu diesem Thema veröffentlichte er umfangreiche Bücher, die in mehreren Neuauflagen erschienen. Er führt Strukturuntersuchungen an axial-chiralen Macrocyclen durch und forscht zur Synthese axial-chiraler Naturstoffe und Modellverbindungen und zur Festphasensynthese von Makrocyclen. Speicher veröffentlichte mehrere Arbeiten über Inhaltsstoffe der Moose, unter anderem der Chloroperoxidase.

## Veröffentlichungen (Auswahl)

### Bücher (Auswahl)
- Theophil Eicher, Ulf Diederichsen, Andreas Speicher, Nina Schützenmeister: Reactions and Syntheses: in the Organic Chemistry Laboratory. Wiley-VCH, Weinheim 2015, ISBN 978-3-527-33814-6.
- Theophil Eicher, Siegfried Hauptmann, Andreas Speicher: The Chemistry of Heterocycles: Structures, Reactions, Synthesis, and Applications. Wiley-VCH, Weinheim 2012, ISBN 978-3-527-32868-0 (eingeschränkte Vorschau in der Google-Buchsuche).

### Artikel (Auswahl)
- Setup of 4-Prenylated Quinolines through Suzuki-Miyaura Coupling for the Synthesis of Aurachins A and B zusammen mit Laura Stief, 2021, in Advanced Synthesis & Catalysis 364(1), doi:10.1002/adsc.202100884 online als PDF
- Atroposelective Synthesis of Isoriccardin C through a C–H Activated Heck Type Macrocyclization zusammen mit Lisa Marx, Daniel Lamberty, Sabine Choppin, 2021, in European Journal of Organic Chemistry 2021(9), doi:10.1002/ejoc.202100017 online als PDF
- Access to the enantiopure axially chiral cyclophane isoplagiochin D via atropo-diastereoselective Heck coupling zusammen mit Daniel Meidlinger, Lisa Marx, Catalina Bordeianu, Sabine Choppin und Françoise Colobert, 2018, in Angewandte Chemie International Edition 57(29), doi:10.1002/anie.201803677
- Syntheses of Marchantins C, O and P as Promising Highly Bioactive Compounds zusammen mit Judith Holz und Alexandra Hoffmann, 2011, in Natural Product Communications 6(3): S. 393–402, doi:10.1177/1934578X1100600318
- O-(1-benzotriazolyl)-N,N,N′,N′-tetramethyluronium hexafluorophosphate (HBTU) und O-(7-aza-1-benzotriazolyl)-N,N,N′,N′-tetramethyluronium hexafluorophosphate (HATU) - Two modern peptide coupling reagents zusammen mit T. Klaus und T. Eicher, 2010, in ChemInform 29(51), doi:10.1002/chin.199851305
- First detection of a chloroperoxidase in bryophytes, zusammen mit Ronny Heisel und Jürgen Kolz, 2003, In Phytochemistry 62(5): S. 679–82, doi:10.1016/S0031-9422(02)00624-6
- Enantioselective hydrolase type bioconversions of exogenous substrates using cell suspension cultures of bryophytes zusammen  mit Heike Roeser, 2002, in Tetrahedron Asymmetry 13(21): S. 2365–2368, doi:10.1016/S0957-4166(02)00632-8
- Rapid detection of chlorinated bisbibenzyls in Bazzania trilobata using MALDI-TOF mass spectrometry zusammen mit Klaus Hollemeyer und Elmar Heinzle, 2001, in Phytochemistry 57(2): S. 303–306, doi:10.1016/S0031-9422(01)00010-3
- Chemical and In Vitro Syntheses of Brominated and Chlorinated 3,4′-Dihydroxybibenzyls (Halogenated Lunularins), 2000, in Journal für praktische Chemie 342(2): S. 162–168, doi:10.1002/(SICI)1521-3897(200002)342:2<162::AID-PRAC162>3.0.CO;2-Y
- Bryophyte Constituents; 5: Synthesis of Taylorione zusammen mit Theophil Eicher, 1995, in Synthesis 1995(08): S. 998–1002, doi:10.1055/s-1995-4030
- Synthese von Taylorion und verwandten Verbindungen, 1994, Hochschulschrift, OCLC 722855181